# Morris, Illinois
Morris är en stad (city) i Grundy County, i delstaten Illinois, USA. Enligt United States Census Bureau har staden en folkmängd på 13 654 invånare (2011) och en landarea på 24,5 km². Morris är huvudort i Grundy County.